# Euchromius
Euchromius (лат.) — род бабочек из семейства огнёвок-травянок (Crambidae). Известно около 50 видов.

## Распространение
Встречаются во всех биогеографических регионах мира, кроме Антарктиды и Океании, наиболее разнообразен в Африке и наименее — в Австралии и Северной Америке, где обитает по одному виду, не считая широко распространённого E. ocellea. Неотропическая фауна также довольно слабо диверсифицирована и насчитывает всего четыре вида, включая галапагосского эндемика E. galapagosalis. На территории России встречается 10 видов.

## Описание
Мелкие молевидные чешуекрылые серовато-коричневого цвета (1—2 см). Род характеризуется следующими признаками: 1) одинарная или двойная желтоватая медиальная фасция; 2) субтерминальная линия на переднем крыле, начинающаяся от торнуса и заканчивающаяся в середине термена над терминальными черными точками; 3) ряд крупных черных терминальных точек, разделенных на несколько групп; 4) разделенный ряд серебристых пятен за группами терминальных точек; 5) жилка M1 заднего крыла начинается над ячейкой. Гусеницы питаются мёртвыми листьями растений, иногда нападая на живые ткани, а личинка E. ocellea питается корнями кукурузы и сорго (Poaceae).

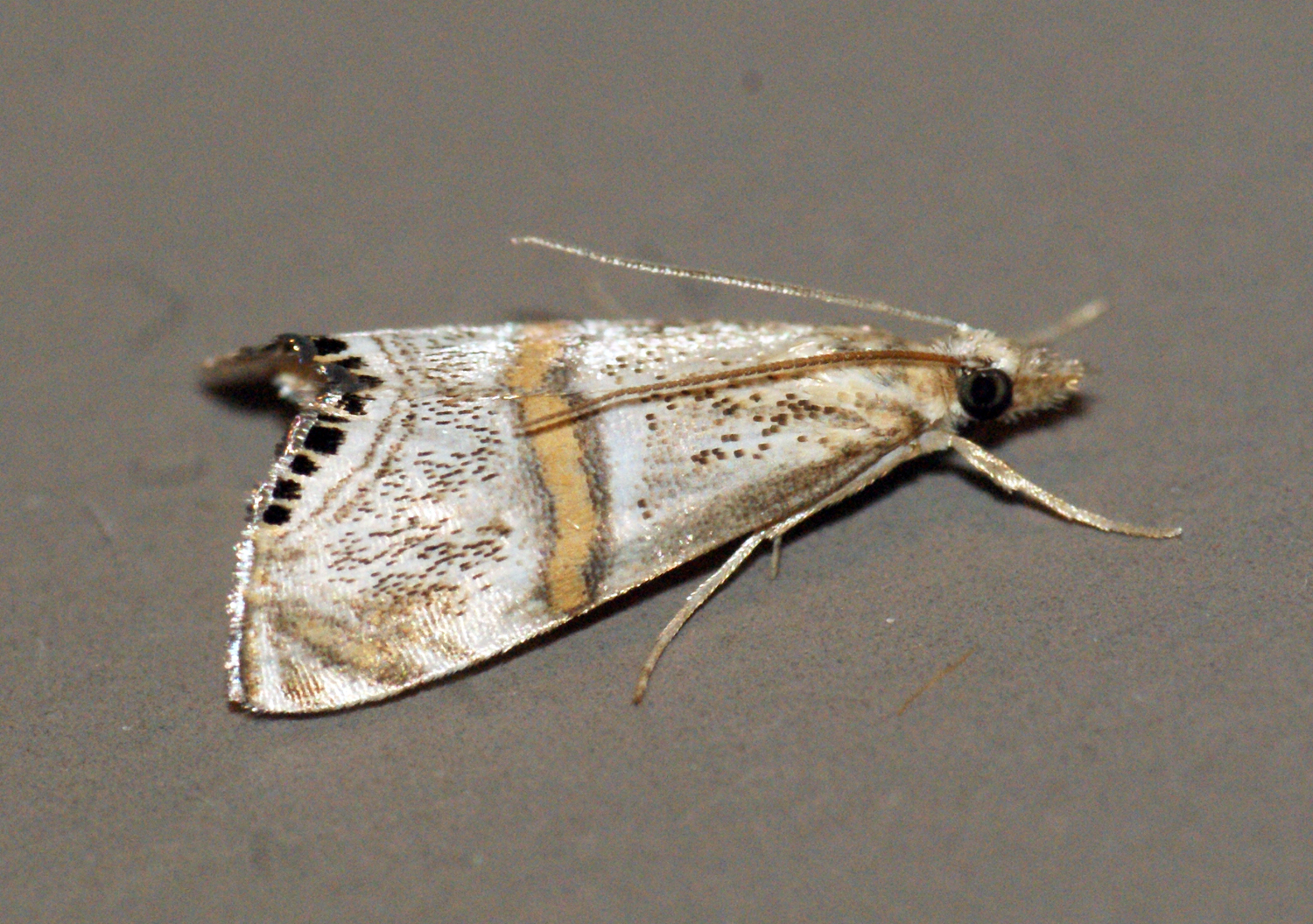
Euchromius bella
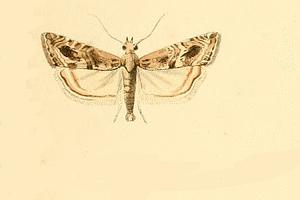
Euchromius cambridgei
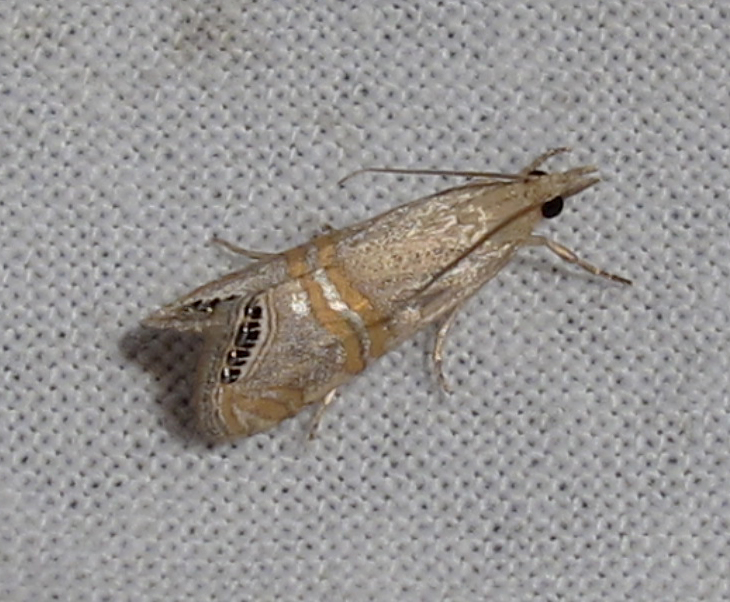
Euchromius ocellea
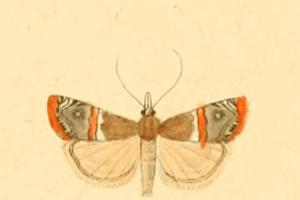
Euchromius ramburiellus

## Классификация
Известно около 50 видов. Род был впервые выделен в 1845 году французским энтомологом Ашилем Гене (Achille Guenée; 1809—1880) для вида Tinea bella Hübner, 1796 (типовой вид) и включён в состав монотипической трибы Euchromiini подсемейства Crambinae из семейства огнёвок-травянок (Crambidae).
- Euchromius anapiellus (Zeller, 1847)
- Euchromius aris Schouten, 1988[8]
- Euchromius bella (Hübner, 1796)typus ...РФ[7]
- Euchromius bleszynskiellus Popescu-Gorj, 1964 ...РФ[7]
- Euchromius bleszynskii Roesler, 1975[13]
- Euchromius brunnealis (Hampson, 1919)
- Euchromius californicalis (Packard, 1873)
- Euchromius cambridgei (Zeller, 1867) ...РФ[7]
- Euchromius circulus Schouten, 1992[14]
- Euchromius confusus Schouten, 1992[14]
- Euchromius cornus Schouten, 1990[15]
- Euchromius discopis (Hampson, 1919)
- Euchromius donum Schouten, 1988[8]
- Euchromius erum Schouten, 1988[8]
- Euchromius galapagosalis Capps, 1966[12]
- Euchromius geminus Schouten, 1988[8]
- Euchromius gnathosellus Schouten, 1988[8]
- Euchromius gozmanyi Bleszynski, 1961[16]
- Euchromius gratiosella (Caradja, 1910) ...РФ[7]
- Euchromius hampsoni (Rothschild, 1921)[17]
- Euchromius jaxartella (Erschoff, 1874)[18] ...РФ[7]
- Euchromius keredjella (Amsel, 1949)[19]
- Euchromius klimeschi Bleszynski, 1961[16]
- Euchromius labellum Schouten, 1988[8]
- Euchromius limaellus Bleszynski, 1967[20]
- Euchromius locustus Schouten, 1988[8]
- Euchromius malekalis Amsel, 1961[21]
- Euchromius matador Bleszynski, 1966[22]
- Euchromius micralis (Hampson, 1919)
- Euchromius minutus Schouten, 1992[14]
- Euchromius mouchai Bleszynski, 1961[16] ...РФ[7]
- Euchromius mythus Bleszynski, 1970[23]
- Euchromius nigrobasalis Schouten, 1988[8]
- Euchromius nivalis (Caradja in Caradja & Meyrick, 1937)
- Euchromius ocellea (Haworth, 1811) ...РФ[7]
- Euchromius ornatus Schouten, 1992[14]
- Euchromius pulverosa (Christoph in Romanoff, 1887)[24]
- Euchromius pygmaea (E. Hering, 1903)
- Euchromius ramburiellus (Duponchel, 1836) ...РФ[7]
- Euchromius rayatella (Amsel, 1949)[25] ...РФ[7]
- Euchromius saltalis Capps, 1966[12]
- Euchromius scobiolae Bleszynski, 1965[26]
- Euchromius subcambridgei Bleszynski, 1965[26]
- Euchromius sudanellus Bleszynski, 1965[26]
- Euchromius superbellus (Zeller, 1849) ...РФ[7]
- Euchromius tanalis Schouten, 1988[8]
- Euchromius viettei Bleszynski, 1961[16]
- Euchromius vinculellus (Zeller, 1847)
- Euchromius zagulajevi Bleszynski, 1965[26]
- Euchromius zephyrus Bleszynski, 1962[27]